# Muppet Babies/Buio è bello sì
Muppet Babies/Buio è bello sì è un singolo discografico dei Muppet Babies, composto dai doppiatori Antonello Governale, Enrico Maggi, Lisa Mazzotti, Giorgio Melazzi, Graziella Porta, Fabio Tarascio e Pietro Ubaldi, pubblicato nel 1986.
Muppet Babies era la sigla della serie animata omonima scritta da Alessandra Valeri Manera su musica originale di Robert J. Walsh. La base musicale, originariamente composta per la versione americana, fu utilizzata anche per la versione francese omonima. Sul lato B è incisa "Buio è bello sì", brano ispirato alla serie, scritta da Alessandra Valeri Manera su musica originale di Janis Liebhart e Alan O'Day.

## Tracce
Lato A
1. Muppet Babies – 2:23 (Alessandra Valeri Manera-Robert J. Walsh)

Durata totale: 2:23
Lato B
1. Buio è bello sì – 3:16 (Alessandra Valeri Manera-Janis Liebhart-Alan O'Day)

Durata totale: 3:16